# Xã Cuba, Quận Barnes, Bắc Dakota
Xã Cuba (tiếng Anh: Cuba Township) là một xã thuộc quận Barnes, tiểu bang Bắc Dakota, Hoa Kỳ. Năm 2010, dân số của xã này là 76 người.